# Анджеліка (Нью-Йорк)
Анджеліка (англ. Angelica) — місто (англ. town) в США, в окрузі Аллегені штату Нью-Йорк. Населення — 1272 особи (2020).

## Демографія
Згідно з переписом 2010 року, у місті мешкали 1403 особи в 580 домогосподарствах у складі 391 родини. Було 836 помешкань
Расовий склад населення:
| - 97,8 % — білих - 1,0 % — азіатів - 0,3 % — корінних американців - 0,1 % — чорних або афроамериканців |

До двох чи більше рас належало 0,6 %. Частка іспаномовних становила 0,6 % від усіх жителів.
За віковим діапазоном населення розподілялося таким чином: 23,0 % — особи молодші 18 років, 61,0 % — особи у віці 18—64 років, 16,0 % — особи у віці 65 років та старші. Медіана віку мешканця становила 42,3 року. На 100 осіб жіночої статі у місті припадало 111,9 чоловіків;  на 100 жінок у віці від 18 років та старших — 106,1 чоловіків також старших 18 років.
Середній дохід на одне домашнє господарство  становив 68 014 долари США (медіана — 46 071), а середній дохід на одну сім'ю — 83 444 долари (медіана — 57 500). Медіана доходів становила 46 447 доларів для чоловіків та 41 250 доларів для жінок. За межею бідності перебувало 16,8 % осіб, у тому числі 26,7 % дітей у віці до 18 років та 4,9 % осіб у віці 65 років та старших.
Цивільне працевлаштоване населення становило 569 осіб. Основні галузі зайнятості: освіта, охорона здоров'я та соціальна допомога — 32,0 %, виробництво — 21,1 %, будівництво — 8,4 %, публічна адміністрація — 8,3 %.